# John Shuster
John Shuster (n. 3 noiembrie 1982, Chisholm⁠(d), Minnesota, SUA) este un jucător de curl ce a reprezentat Statele Unite ale Americii, medaliat olimpic. A participat la 4 ediții ale Jocurilor Olimpice (2006, 2010, 2014, 2018) în care a câștigat o medalie de bronz.